# Banderol (belasting)

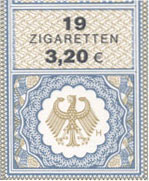
Een Duits accijnszegel voor tabak.

Een banderol (Nederland) of fiscaal bandje (België) is een papieren bandje op tabaksproducten waarop de verkoopprijs wordt vermeld die de consument in de winkel betaalt. Het bandje dient als bewijs dat de verschuldigde accijns is afgedragen. 
Vroeger werden ook op andere producten op dezelfde wijze accijns geheven. In België bijvoorbeeld op mineraalwater en limonade.